# Aeropuerto de Kärdla
El Aeropuerto de Kärdla (en estonio: Kärdla lennujaam) (código IATA: KDL - código ICAO: EEKA), es un aeropuerto situado a 7 kilómetros al este de la ciudad de Kärdla, en la isla de Hiiumaa, en Estonia.

## Aerolíneas y destinos

Mapa que muestra la ubicación de los Aeropuertos de Estonia.

| Aerolíneas | Destinos |
| ---------- | -------- |
| Avies      | Tallin   |